# Villa Meißner Straße 296 (Radebeul)
Die Villa Meißner Straße 296 liegt im Stadtteil Kötzschenbroda der sächsischen Stadt Radebeul, auf der nördlichen Seite der Meißner Straße gegenüber der Einmündung der Flemmingstraße.

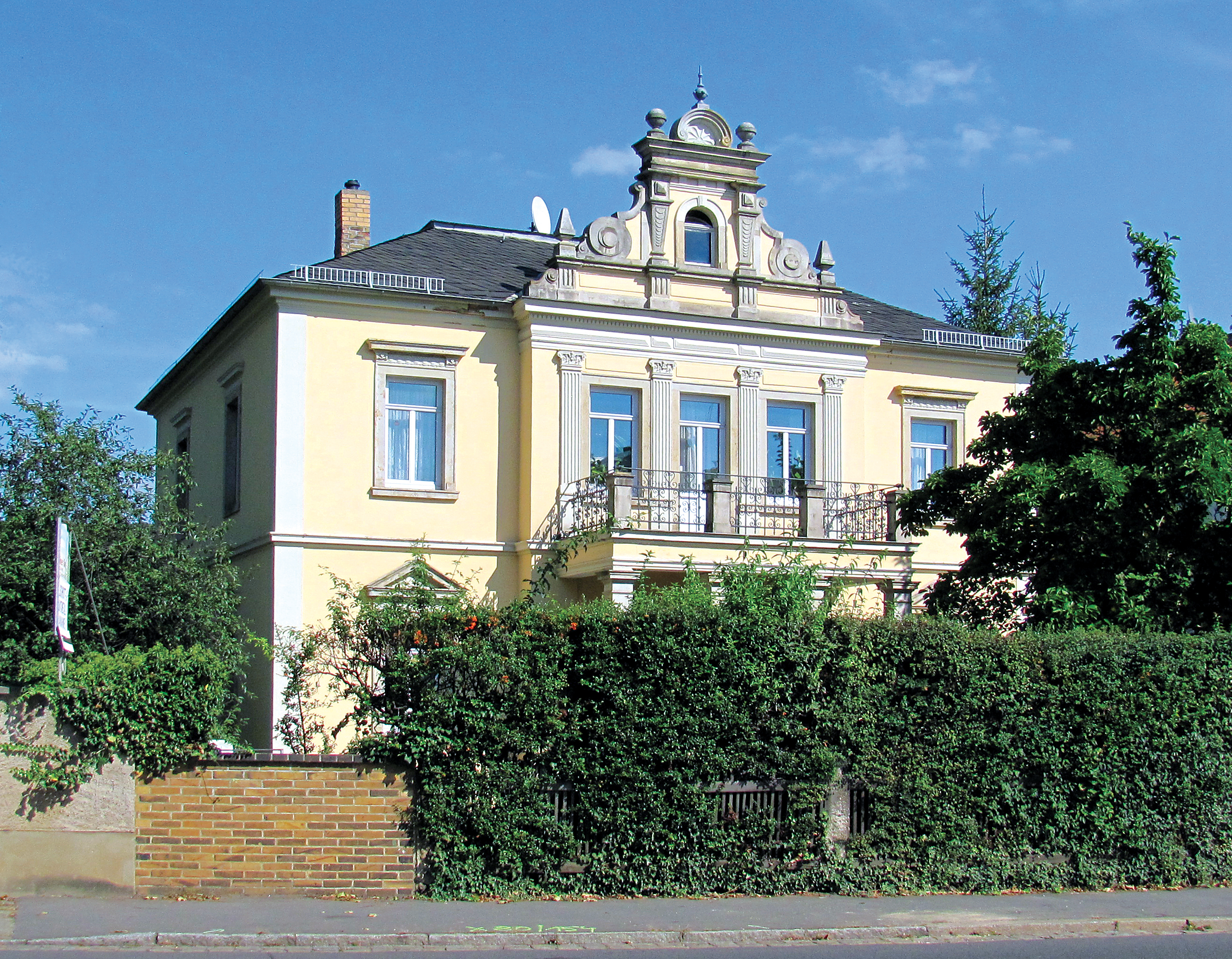
Villa Meißner Straße 296

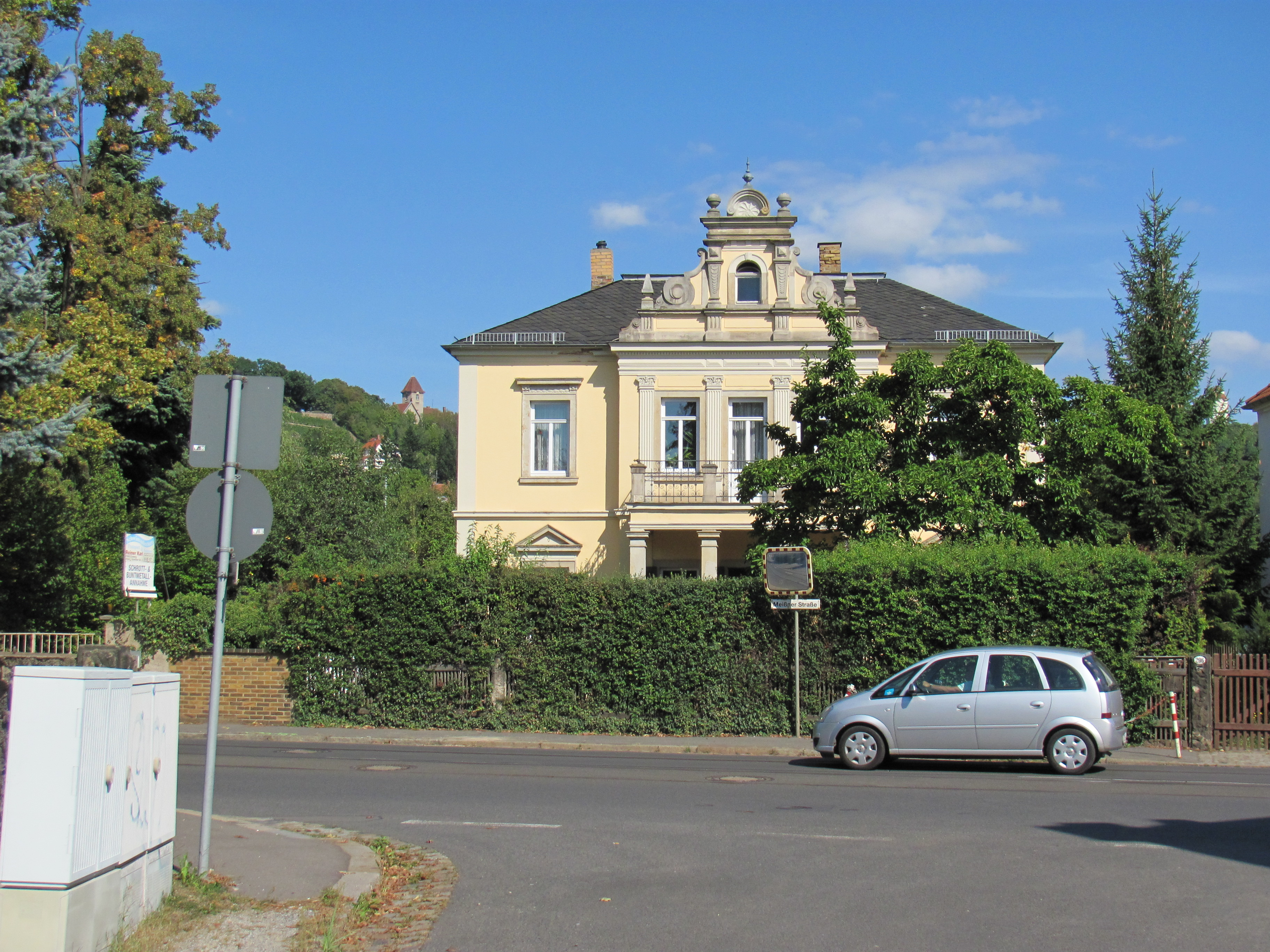
Meißner Straße 296; im Hintergrund links die Meyerburg

## Beschreibung
Die zweigeschossige, denkmalgeschützte Villa, auch als Mietvilla eingestuft, steht auf einem Bruchsteinsockel und hat ein abgeplattetes, flachgeneigtes Schiefer-Walmdach. In der fünfachsigen Straßenansicht steht ein dreiachsiger Mittelrisalit „mit prächtigem Volutengiebel“. Vor dem Risalit liegt eine Terrasse mit einem pfeilergestützten Altan, der Austritt obenauf wird durch schmiedeeiserne Ziergitter zwischen kurzen Pfeilern in der Verlängerung der unteren Stützen abgeschlossen. Die dortigen Obergeschossfenster sind in eine Pilastergliederung eingebunden. Die anderen Fenster sind durch profilierte Sandsteingewände eingefasst und durch Horizontalverdachungen im Obergeschoss und Dreiecksgiebelverdachungen im Erdgeschoss bekrönt.
Der glatt verputzte Bau wird durch Gesimse und Ecklisenen gegliedert, hinzu kommen Stuckornamente.
Das Wohnhaus ist eine Variante der nahegelegenen Moritz-Große-Häuser Meißner Straße 280 und Villa Greif (Radebeul).

## Geschichte
Am 29. Dezember 1892 erhielt Moritz Große, Baumeister und Gemeindeältester von Kötzschenbroda, die Baugenehmigung für das Wohngebäude nebst einem Nebengebäude. Die Baurevision erfolgte im April 1894.
Die Villa wurde im Jahr 2000 durch ihre Eigentümer in Eigenregie denkmalgerecht instand gesetzt. Für die „vorbildliche behutsame Sanierung“ eines „Kleinod[s] der für Radebeul typischen Villenarchitektur“ wurde die Bauherrschaft im Jahr 2001 mit dem Radebeuler Bauherrenpreis ausgezeichnet. Insbesondere auch die „komplette Erhaltung des üppigen, das Haus angenehm rahmenden Grüns“ wurde durch die Jury positiv vermerkt.